# Laz Alonso
Laz Alonso (ur. 25 marca 1974 w Waszyngtonie) – amerykański aktor filmowy i telewizyjny pochodzenia kubańskiego.
Karierę rozpoczął w 2000 roku od niewielkiej roli w serialu TV – A.M. @ BET. Znany głównie z roli Fenixa 'Rise'a' Calderon w filmie Szybko i wściekle i Tsu'teya w filmie Avatar.

## Filmografia
| Rok       | Tytuł                               | Rola                             | Komentarz                                                   |
| --------- | ----------------------------------- | -------------------------------- | ----------------------------------------------------------- |
| 2000      | A.M. @ BET                          | Gospodarz                        | Serial TV                                                   |
| 2000      | Stracone nadzieje                   | Ruszający się człowiek           | Film telewizyjny                                            |
| 2001      | 30 Years to Life                    | Richard                          |                                                             |
| 2001      | Spadaj na ziemię                    | BET Announcer                    |                                                             |
| 2001      | NYLA                                | Gospodarz                        | Serial TV                                                   |
| 2002      | Morning Breath                      | Migeulito                        | Film krótkometrażowy                                        |
| 2002      | All Night Bodega                    | Angel                            |                                                             |
| 2002      | Powrót do Providence                | Eddie                            | 2 odcinki: "Things That Go Bump in the Night", "Left-Overs" |
| 2003      | Crime Partners                      | David Little                     |                                                             |
| 2003      | Leprechaun: Back 2 tha Hood         | Rory                             |                                                             |
| 2003      | La cenicienta                       | Lazaro                           | Odcinek: "La Cenicienta"                                    |
| 2003      | Kancelaria adwokacka                | Derek Mills                      | Odcinek: "The Heat of Passion" Odcinek: "Rape Shield"       |
| 2003–2004 | One on One                          | Manny                            | 3 odcinek                                                   |
| 2004      | Bez śladu                           | Dwayne                           | Odcinek: "The Line"                                         |
| 2004      | Soul Food                           | Derek                            | Odcinek: "Pagan Poetry"                                     |
| 2004      | Agenci NCIS                         | Staff Sergeant Steven Washington | Odcinek: "Split Decision"                                   |
| 2004      | CSI: Kryminalne zagadki Miami       | Dennis de Labeque / Deuce Deuce  | Odcinek: "Pro Per"                                          |
| 2004      | Hittin' It!                         | Chris B.                         |                                                             |
| 2005      | All Souls Day: Dia de los Muertos   | Tyler                            |                                                             |
| 2005      | Constantine                         | Morgue Security Guard            |                                                             |
| 2005      | The Tenants                         | Jacob 32                         |                                                             |
| 2005      | Flip the Script                     | Nelson                           |                                                             |
| 2005      | Ekipa                               | Snoop's Assistant                | Odcinek: "The Abyss"                                        |
| 2005      | Jarhead. Żołnierz piechoty morskiej | LCpl Ramon Escobar               |                                                             |
| 2005      | Kości                               | George Warren                    | Odcinek: "The Man in the Wall"                              |
| 2005–2007 | Eyes                                | James Cage                       | 4 odcinki                                                   |
| 2006      | One on One                          | Trent                            | Odcinek: "California Girl"                                  |
| 2006      | The Last Stand                      | Wesley                           |                                                             |
| 2006      | Jednostka                           | Sgt. Carmichael                  | Odcinek: "Natural Selection"                                |
| 2007      | Krok do sławy                       | Zeke                             | Film                                                        |
| 2007      | Sadysta                             | Det. Ray Di Santos               |                                                             |
| 2007      | Bunny Whipped                       | Kenny Kent                       | Film                                                        |
| 2007      | Mano                                | Angel                            | Film krótkometrażowy                                        |
| 2007      | Te święta                           | Malcolm Moore                    |                                                             |
| 2007      | Divine Intervention                 | Deacon Wells                     |                                                             |
| 2008      | Cud w wiosce Santa Anna             | Corporal Hector Negron           |                                                             |
| 2009      | Szybko i wściekle                   | Fenix Calderon                   | Film                                                        |
| 2009      | The Ballad of G.I. Joe              | Doc                              | Krótkie nagranie                                            |
| 2009      | U.S. Attorney                       | Henry Williams                   | Film telewizyjny                                            |
| 2009      | Down for Life                       | Oficer Barber                    |                                                             |
| 2009      | Columbia Ave.                       | Max DelGado                      | Film krótkometrażowy                                        |
| 2009      | Avatar                              | Tsu'tey                          | Film                                                        |
| 2010      | Wygrać miłość                       | Mark Matthews                    | Film                                                        |
| 2010–2011 | Southland                           | Det. Gil Puente                  | 4 odcinki                                                   |
| 2011      | Nędzne psy                          | Deputy John Burke                |                                                             |
| 2011      | Skok przez miotłę                   | Jason Taylor                     | Film                                                        |
| 2011–2012 | Breakout Kings                      | Charlie Duchamp                  | Serial telewizyjny                                          |
| 2012–2013 | Deception                           | Will Moreno                      | Serial telewizyjny                                          |
| 2013      | Szybcy i wściekli 6                 | Fenix Calderon                   | Nie wymieniony w czołówce                                   |
| 2013      | Battle of the Year                  | Dante                            | Film                                                        |
| 2013      | Impersonalni                        | Paul Carter                      | Odcinek: "Endgame"                                          |
| 2014–2016 | Tajemnice Laury                     | Billy Soto                       | Serial telewizyjny                                          |
| 2017      | Detroit                             | Conyers                          |                                                             |
| 2018      | Traffik                             | Darren Cole                      |                                                             |
| 2019      | L.A.’s Finest                       | Warren Hendrix                   |                                                             |
| 2019      | The Boys                            | Mother's Milk                    | Serial telewizyjny                                          |